# جبل تايشان
جبل تايشان، يأوي جبل تاي المقدّس، وهو موضع عبادة الأباطرة لمدّة أكثر من ألفي عام، تحفاً فنية متناسقة كلّ التناسق مع الطبيعة المحيطة. ولطالما شكّل الجبل ليس فقط مصدر وحيٍ للفنّانين والمثقفين الصينيين، بل انه رمز حضارات الصين القديمة ومعتقداتها ايضاً.

## الموقع
يمتد جبل تايشان في أوسط مقاطعة شاندونغ. يواجه امامه «تشيويفو» (مسقط رأس كونفوشيوس)، ويتكئ على مدينة جينان (حاضرة المقاطعة) وراءه. قمته الرئيسية شامخة ومهيبة ترتفع 1545 م فوق سطح البحر. يظل يسمى «الجبال الخمسة المشهورة» منذ العصور مع أربعة جبال أخرى في الصين ــ جبل هنغشان في الجنوب وجبل هواشان في الغرب وجبل هنغشان في شمال وجبل سونغشان في الوسط. ويعتبر جبل تايشان في الشرق «رأس الجبال الخمسة المشهورة» و«الجبل الأول في الدنيا».

## خلفية تاريخية
جبل تايشان قديم، فكانت النشاطات الآدمية موجودة حوله في العصر الحجري القديم؛ وقد نشأت حضارتي «دا ون كو» و«لونغ شان» العريقتين في طياته في العصر الحجري الجديد. وهو جديد أيضا، اذ بنيت 3 خطوط سياحية للتلفريك الحديث منذ الثمانينات، وخصصت الحوامة تسهيلا لصعود السواح إلى الجبل. وقد أقيمت 9 دورات من المهرجان الدولي للصعود إلى الجبل. هذا ورممت 6000 درجة حجرية لحماية الآثار التاريخية، واضاف مشروع «الجبل الذي لا ينام» روعة جديدة على الجبل في الليل. كما انشئ مركز للاستشارة السياحية وفنادق النجوم، مما جعل جبل تايشان منطقة سياحية مزودة بالمنشآت الضرورية الكاملة للأكل والسكن والتنقلات والزيارة والشراء والترفيه.

## طقوس
يقدس الصينيون جبل تايشان منذ القدم. كان الأباطرة من العصور المختلفة يقيمون عليه الطقوس البوذية أو يقدمون القرابين ويبنون معابد وتماثيل آلهة وينقشون احجارا ويكتبون عبارات بلا انقطاع. اما الأدباء والشعراء فاعجبوا به إعجابا شديدا، وجاؤوا اليه للزيارة وترك أعمال أدبية. بقي في الجبل أكثر من 20 مجموعة من البنايات الكلاسيكية و2200 بقعة تتواجد فيها انصاب تذكارية واحجار منقوشة. لقد شبهه السيد كو مو جو– شخصية مشهورة في التاريخ الحديث الصيني– بصورة مصغرة لتاريخ الثقافة الصينية. وادرج الجبل في قائمة ((التراث الطبيعي والثقافي العالمي)) في عام 1987.
إذا صعدت جبل تايشان فعليك ان تزور معبد دايمياو في اقدامه اولا. فمعبد دايمياو مكان لتقديم القرابين لإله الجبل، وهو معبد رئيسي في الجبل. وجاء كل الأباطرة من العصور المختلفة اليه اولا قبل صعود الجبل لتقديم القرابين والتعبير عن الاحترام. أسس هذا المعبد خلال أسرتي تشين وهان (221 ق م – 220 م). ووسع خلال أسرتي تانغ وسونغ (618 – 1279). القصر الرئيسي في المعبد والذي يسمى «تيان كوانغ» فخم وعظيم، بني في أسرة سونغ (960 – 1279)، ويعتبر مع قصر «تاي خه» ببكين وقصر «دا تشنغ» بتشيويفو، أشهر القصور القديمة الثلاثة في الصين. على جدران القصر رسم بعنوان «اله جبل تايشان في جولة الصيد البري». قيل انه رسم في أسرة سونغ، ومشاهد الجولة جليلة وملامح الشخصيات نابضة بالحياة، فيعتبر كنزا من فن الرسم الكلاسيكي الصيني. وتكثر في المعبد اشجار قديمة باسقة وغابات من الانصاب التذكارية، منها حجر منقوش بخط لي سي رئيس الوزراء لأسرة تشين (221 – 207 ق م). واليوم قدم في الجبل عرض لمراسم تقديم القرابين التي تقلد ما قام به الأباطرة لأسرة تشينغ (1644–1911)، مما جعل السواح يعرفون ثقافة تايشان معرفة عميقة.

## المناظر الطبيعية والإنسانية
تنقسم المناظر الطبيعية والإنسانية في جبل تايشان إلى 5 مناطق («يو» و«كوانغ» و«شيو» و«أو» و«مياو») تتوزع على 5 خطوط سياحية.
- يمتد الخط الأول (منطقة «يو») من البوابة الحمراء إلى بوابة السماء الجنوبية، له 6293 درجة حجرية، ويتلوى الدرب المدرج بين القمم، وتختلف المناظر من مكان آخر. كان هذا الخط طريقا خاصا للأباطرة لصعودهم إلى الجبل، وتنتشر معظم الآثار القديمة لجبل تايشان على امتداده، مثلا: قصر البوابة الحمراء وعمارة العشرة آلاف خالد وقصر دومو ووادي جينغشي وبوابة السماء الوسطى ودرب المنعطف الـ18… الخ. يقع وادي جينغشي (احجار الاسفار البوذية) بالقرب من قصر دومو. نقشت على احجار هذا الوادي التي مساحتها حوالي 600 متر مربع عبارات من الاسفار البوذية يرجع تاريخها إلى 1400 سنة. لمسات كلماتها قوية، والحجم لكل كلمة حوالي نصف متر. اما درب المنعطف الـ18 فهو درب خطر مشهور في جبل تايشان، وارتفاعه العامودي أكثر من 400 م، وله 1600 درجة حجرية متجهة إلى بوابة السماء الجنوبية. يعتقد تسلق هذا الدرب اختبارا قاسيا للمتسلقين في الجسم والعزم. وبعد الوصول إلى بوابة السماء الجنوبية، ينظرون إلى البعد، فيشعرون بالانشراح.
- يمتد الخط الثاني (منطقة «كوانغ») من قرية تيانواي إلى بوابة السماء الوسطى وللطريق 9 التواءات، والمناظر على امتداد الطريق خلابة تصم بركة التنين الاسود وجسر العمر المديد وجرف المروحة. وعلى الخط الثالث (منطقة «شيو») تتربع قمة الحواجز الخضراء وقمة حمالة الاقلام وجدول الحزام الملون… الخ، كل القمم والجداول على هذا الخط تتميز بالخصائص المنظرية في جنوب نهر اليانغتسي إلى جانب العظمة التي ينفرد بها جبل تايشان. المناظر على الخط الرابع (منطقة «أو») أنيقة وهادئة، منها حفيف الصنوبر المدهش وقمة تيانتشو الكبرى وقمة تيانتشو الصغرى وهما تشبهان سيفين طويلين، تنطحان السماء، وشلال بايتشانغ وشلال تيانتشو وهما يسقطان من علو مئات الامتار مثيرين صوتا يسمع من بعد 5 كيلومترات. اما الخط الاخير (منطقة «مياو») فهو في قمة دايدينغ التي فيها بوابة السماء الجنوبية، وإذا صعد المرء اليها يبدو كأنه يتجول في الفردوس السمائي، وكل المناظر الطبيعية تتراءى امام عينيه. وعبر معبد بيشيا وقمة داقوان، يصل إلى قمة يويهوانغ – اعلى قمة في جبل تايشان. مشهد شروق الشمس من بحر السحب فيها رائع جدا، ويجذب كثيرا من السواح اليها للمشاهدة كل فجر: يظهر السماء الشرقي ذهبي اللون، وتشرق الشمس الحمراء ببطء، وفجأة ترتفع إلى الاعلى بين امواج السحب المتدافعة.[2]

## المواصلات
يمكن الوصول إلى مدينة تايآن بالقطار، أو بالطائرة إلى مدينة جينان (حاضرة مقاطعة شاندونغ) اولا، ثم بالقطار أو الباص إلى جبل تايشان.

## معرض صور

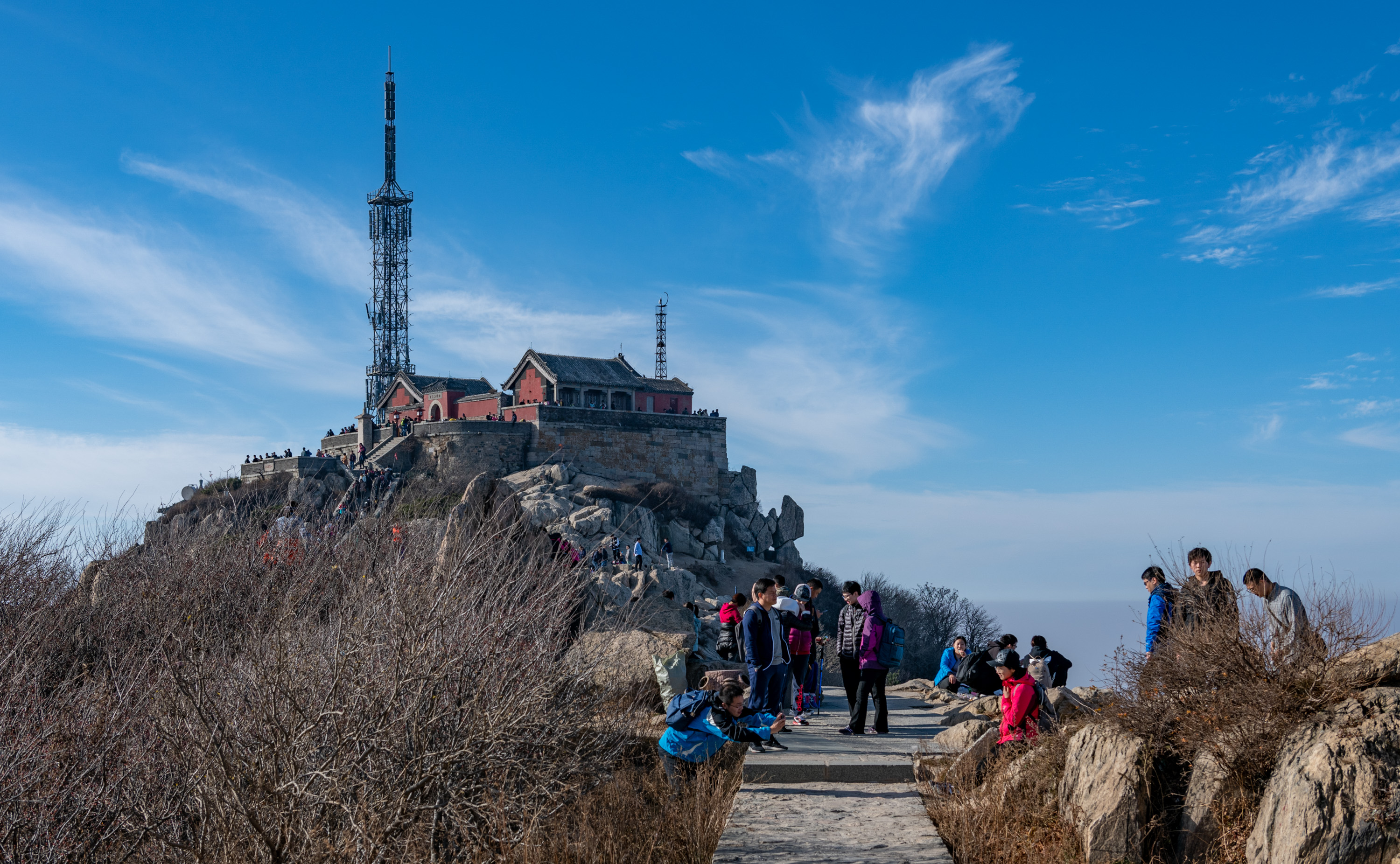
قمة الإمبراطور اليشم
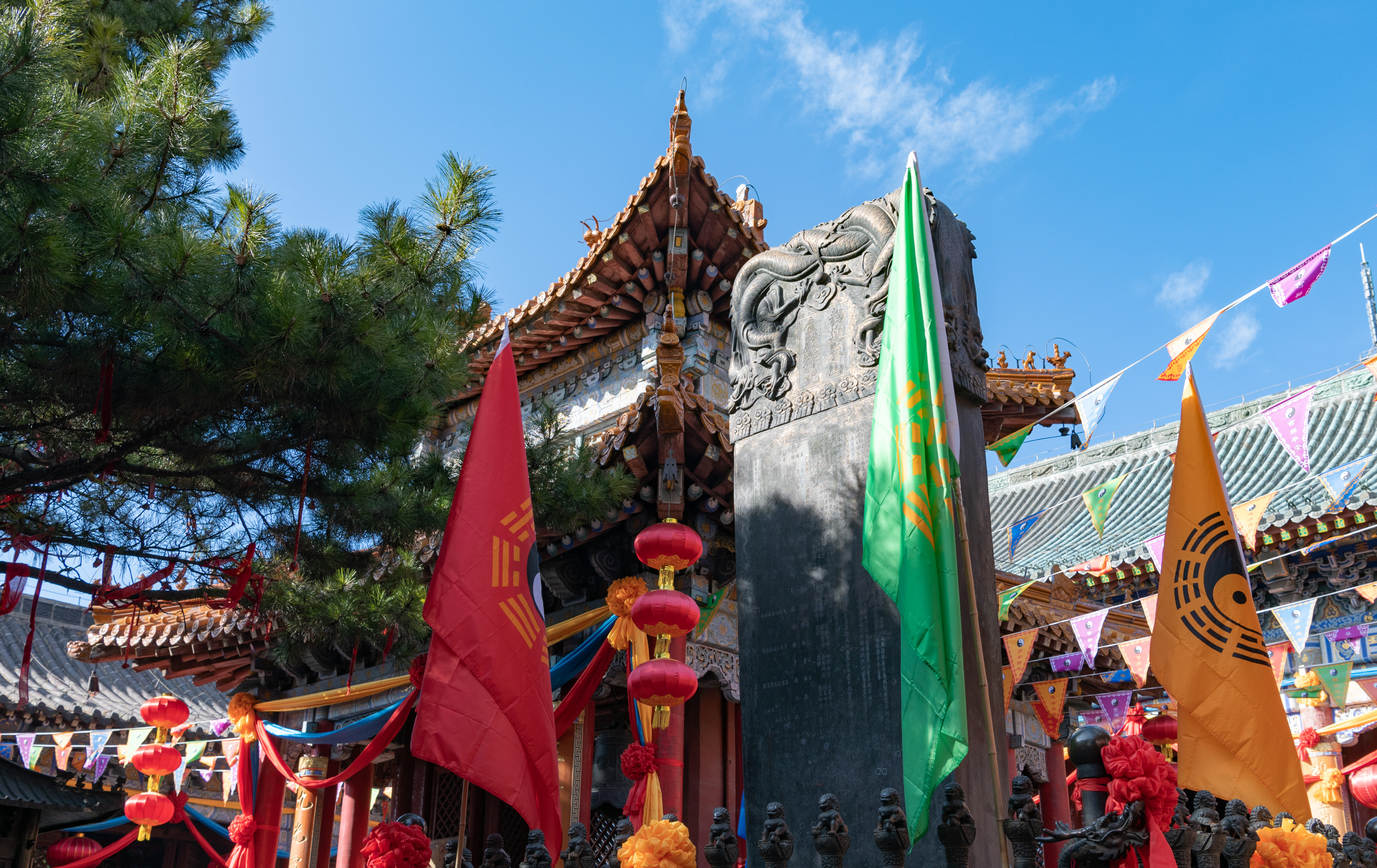
تايشان
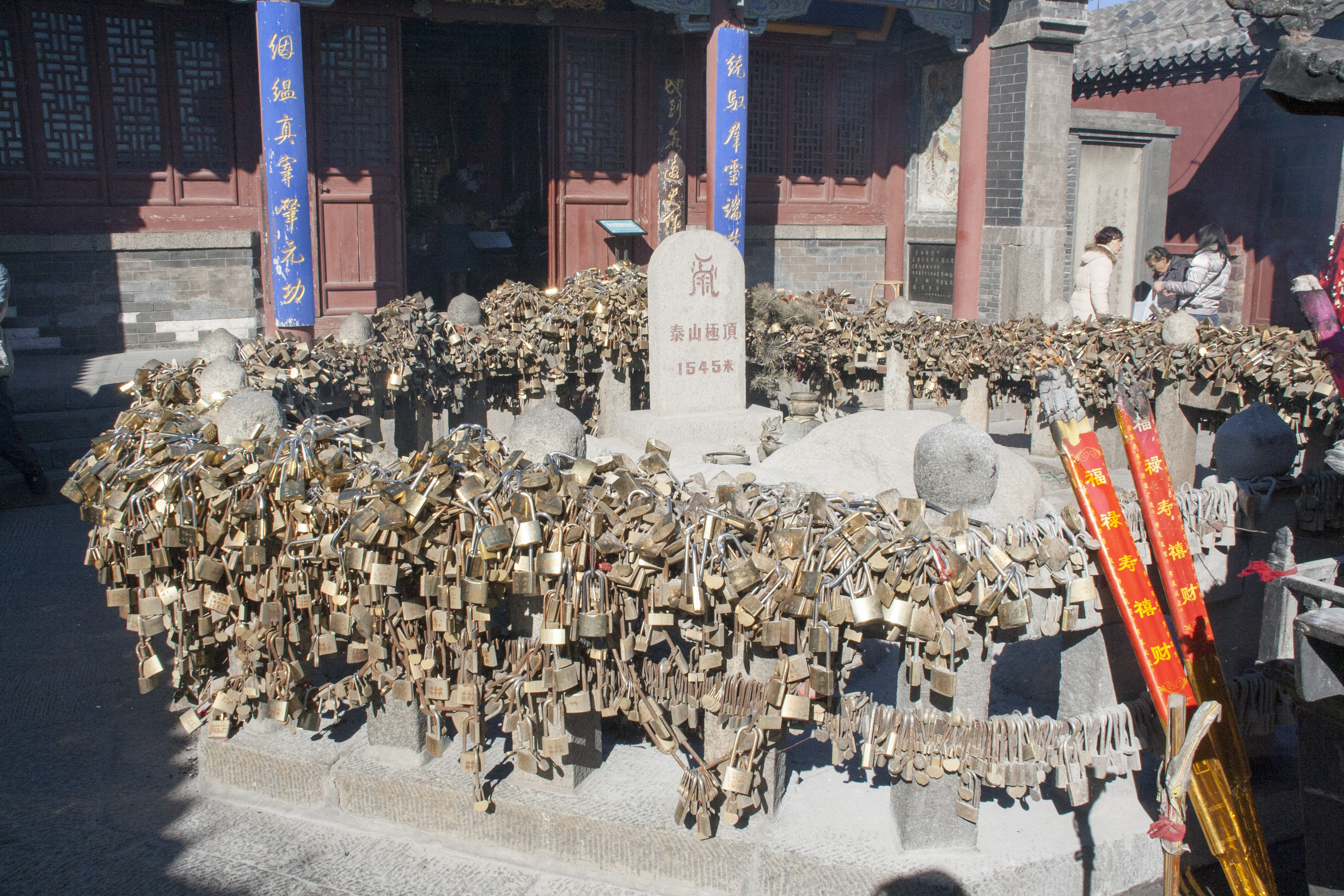
قمة الجبل
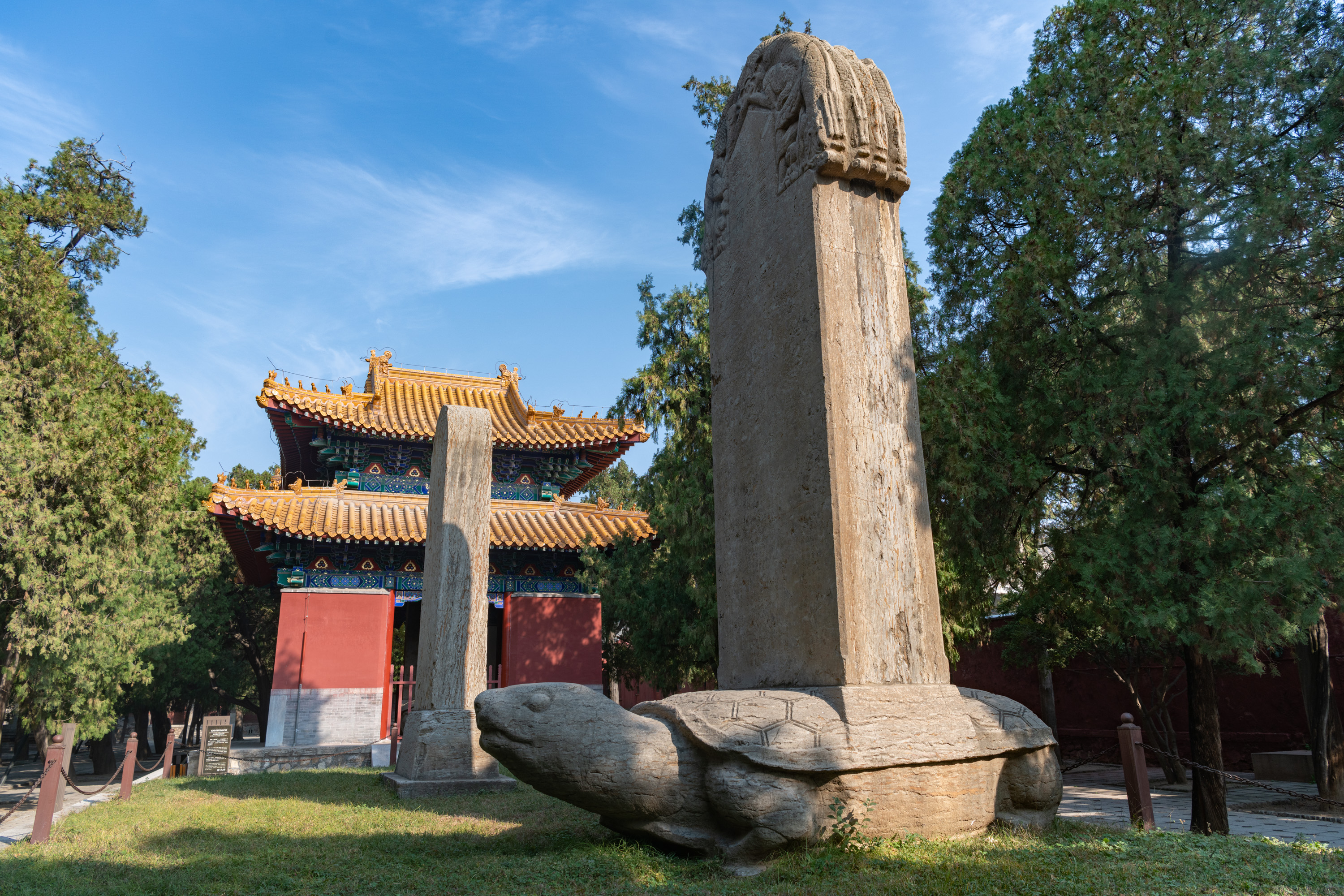
معبد
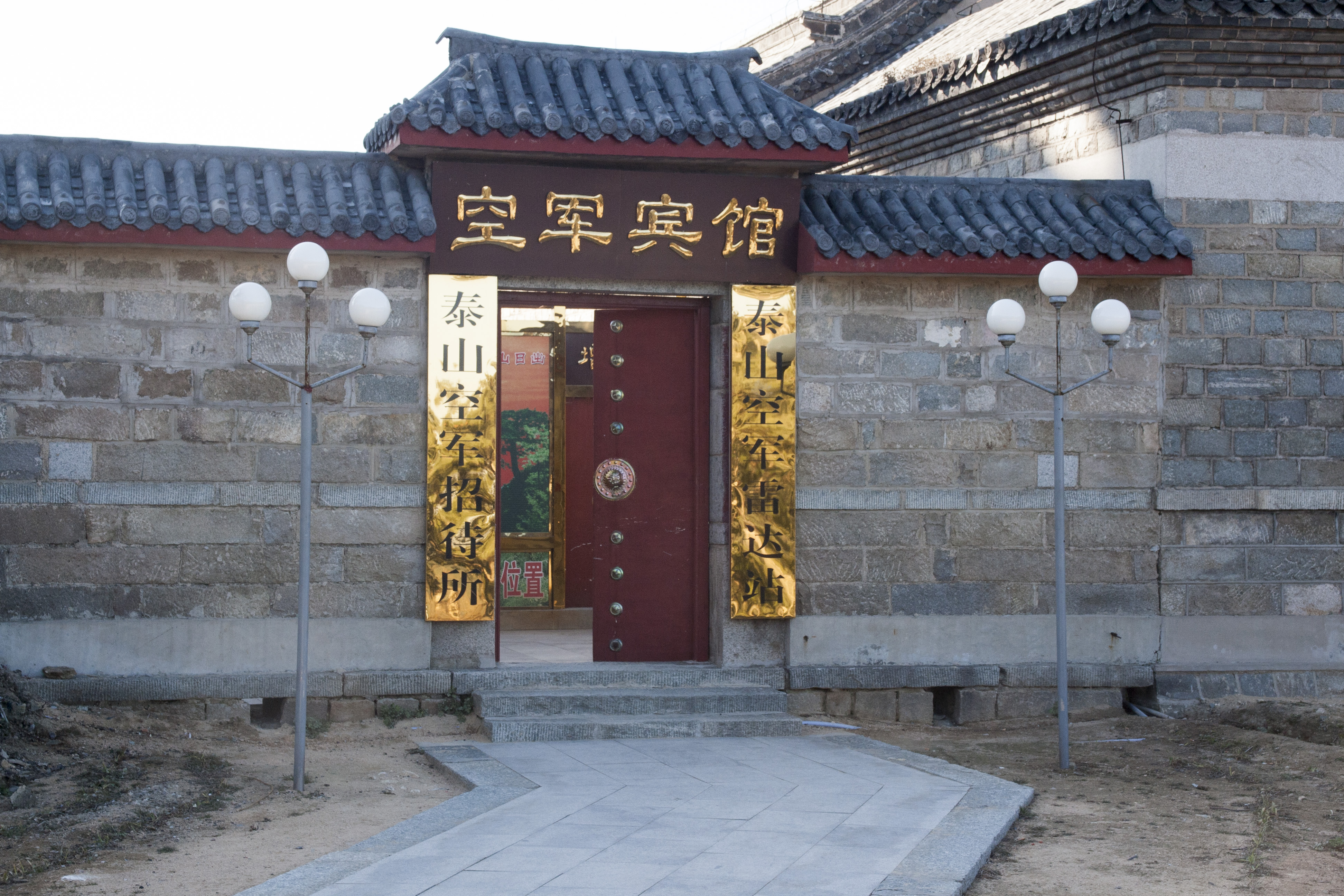
فندق
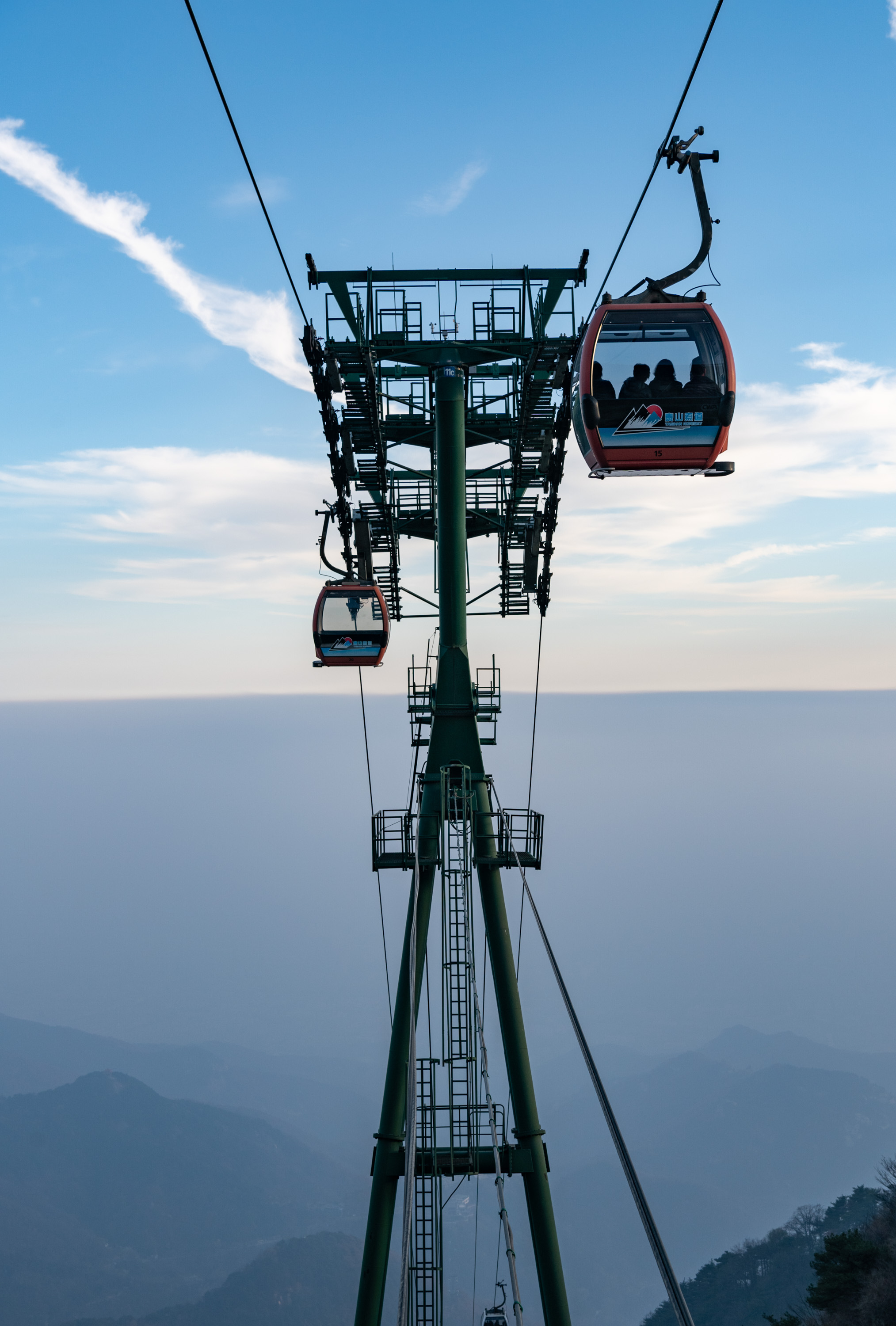
تلفريك
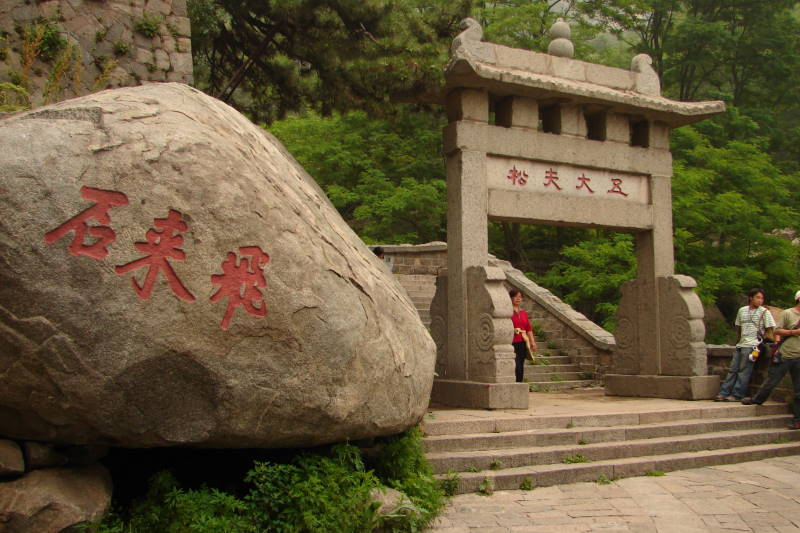
تايشان